# 一柳富美子
一柳 富美子（ひとつやなぎ ふみこ）は日本の音楽学者（昭和音楽大学音楽学部講師）。東京外国語大学卒業、東京芸術大学大学院音楽研究科修了。モスクワ大学およびモスクワ音楽院に留学。ロシア音楽研究会主宰。ロシア音楽を専門とし、ロシアオペラとロシアピアニズムに特に造詣が深い。

## 著書
- 『ムーソルグスキイ歌曲歌詞対訳全集』（共訳）新潮社、1988年
- 『ムソルグスキー : 「展覧会の絵」の真実』東洋書店、2007年
- 『ラフマニノフ : 明らかになる素顔』東洋書店、2012年